# Monte Genzana
Il monte Genzana (2170 m s.l.m.) è una montagna dell'Appennino abruzzese, appartenente al gruppo dei monti Marsicani, situata in Abruzzo, tra i comuni di Pettorano sul Gizio, Scanno e Introdacqua (AQ). Nel suo versante orientale si trova la riserva naturale guidata Monte Genzana e Alto Gizio.

## Descrizione

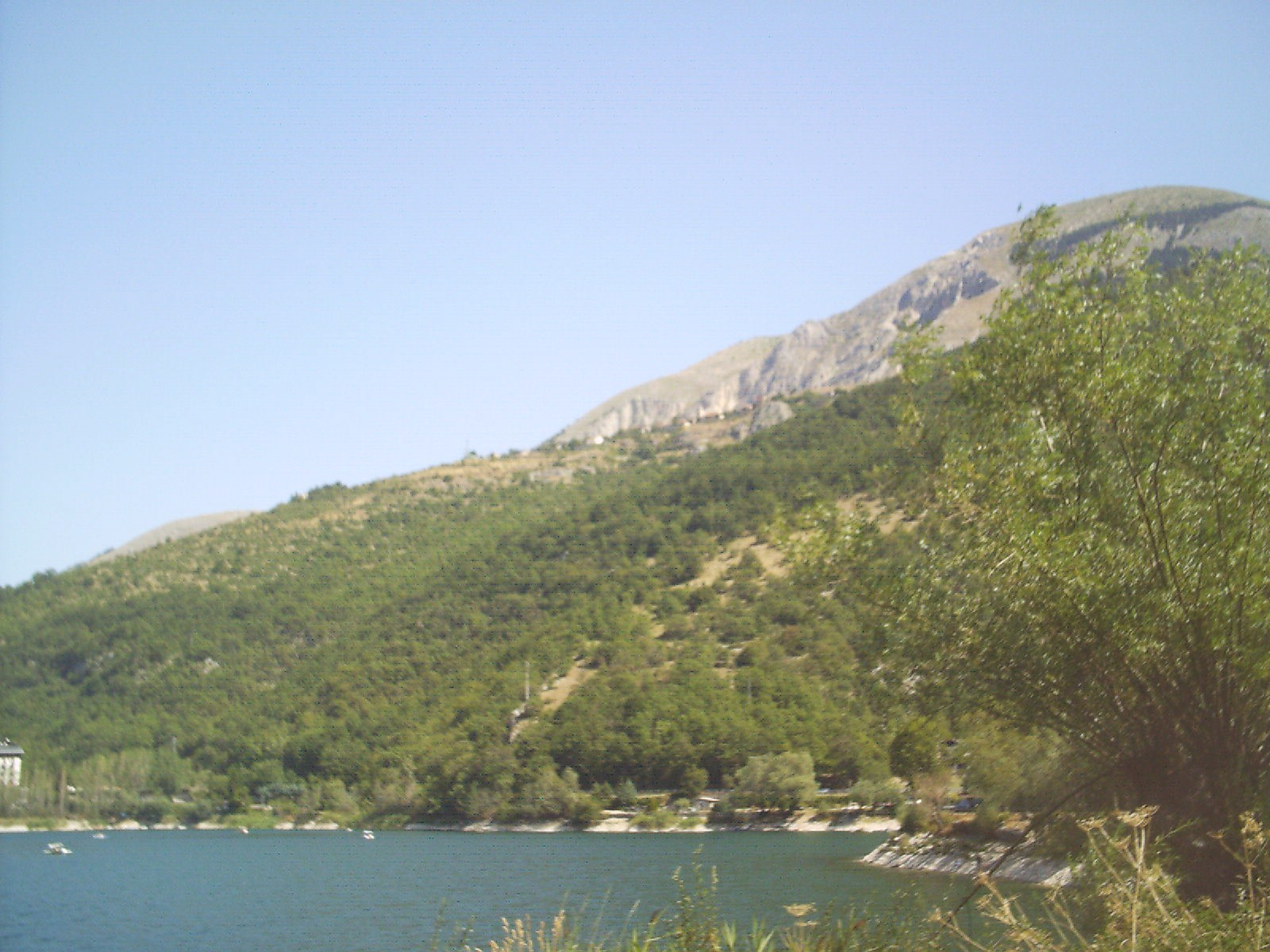
Il monte visto dalle rive del lago di Scanno

Forma un vero e proprio gruppo montuoso ed una lunga linea di cresta che lo collega a sud con il monte Serra Rocca Chiarano e ancora più a sud con il massiccio del monte Greco, facendo da spartiacque imponente tra l'Alto Gizio ad est e la vallata di Anversa degli Abruzzi-Scanno-Villalago (Valle del Tasso-Sagittario).
Con circa 1000 m di dislivello su ambo i versanti, sul versante est è istituita la riserva naturale guidata Monte Genzana e Alto Gizio, guardando verso l'altopiano delle Cinquemiglia, mentre su quello occidentale, sulle cui pendici è presente il borgo di Frattura, guarda verso il lago di Scanno, il gruppo della montagna Grande, i restanti monti Marsicani e il parco nazionale d'Abruzzo, Lazio e Molise.

## Ambiente

### Riserva naturale
La riserva naturale guidata Monte Genzana e Alto Gizio è un'area naturale protetta di 3160 ha, istituita nel 1996 e situata nel comune di Pettorano sul Gizio, in provincia dell'Aquila.